# Lisa Bonet
Lisa Bonet (vlastním jménem Lisa Michelle Boney, * 16. listopadu 1967, San Francisco, Kalifornie, USA) je americká herečka, která je známá ze sitcomu The Cosby Show jako Denise Huxtable.

## Biografie
Narodila se v roce 1967 do rodiny Allena a Arlene Boneyových. Allen je afroamerický operní zpěvák rodák z Texasu a Arlene, která je původem Židovka, se živila jako učitelka.

Vystudovala kalifornskou střední školu Reseda High School a Celluloid Actor's Studio, v oboru herectví.

### Rodinné vztahy
- S Lenny Kravitzem mají dceru Zoë Kravitz
- S Jasonem Momoou mají dceru Lola Iolani Momoa (* 2007) a syna Nakoa-Wolf Manakauapo Namakaeha Momoa (* 2008).

## Vybraná filmografie

### Filmová tvorba
- 2013 Cesta do Palomy (Road to Paloma) jako Magdalena
- 2003 Motorkáři (Biker Boyz) jako Queenie
- 2000 Všechny moje lásky (High Fidelity) jako Marie DeSalle
- 1998 Nepřítel státu (Enemy of the State) jako Rachel Banks
- 1994 Zhasnutá světla (Dead Connection) jako Catherine Briggs
- 1993 Bank Robber jako Priscilla
- 1987 Angel Heart jako Epiphany Proudfoot

### Televizní filmy
- 2002 Lathe of Heaven jako Heather Lelache
- 1994 Nový ráj (New Eden) jako Lily

### Televizní seriály
- 1987-89 A Different World jako Denise Huxtable
- 1984-91 Show Billa Cosbyho (The Cosby Show) jako Denise Huxtable